# Mazda 787B
Chronologie des modèles (1991)
Mazda 787 Mazda MXR-01
La Mazda 787B, est une voiture de course du constructeur Mazda, homologuée pour courir dans la catégorie FIA Groupe C de la fédération internationale du sport automobile (FISA). Elle est construite et développée par Mazda et sa filiale Mazdaspeed pour participer au championnat du monde des voitures de sport, ainsi qu'au championnat du Japon de sport-prototypes. Elle est conçue pour pouvoir combiner les règlements du Groupe C de la FISA avec ceux de l'International Motor Sports Association pour la catégorie GTP. Sa particularité réside dans le fait qu'elle est mue par un moteur Wankel à pistons rotatifs. Elle devient célèbre pour sa victoire au 24 Heures du Mans 1991, qui fait d'elle la seule voiture dotée d'une telle motorisation à s'être imposée dans cette course. En outre, elle a été la seule voiture de conception japonaise à avoir remporté les 24 Heures du Mans jusqu'au 17 juin 2018 avec la première victoire de Toyota.
Bien que la 787 et 787B manquaient de performance sur un tour chronométré face aux concurrents du Championnat du Monde tels que Mercedes-Benz, Jaguar, Porsche et aussi du Championnat japonais, Nissan et Toyota, les Mazda compensaient ce défaut par leur bonne fiabilité. Celle-ci finit par payer en 1991, quand une 787B pilotée par Johnny Herbert, Volker Weidler et Bertrand Gachot remporta la victoire aux 24 Heures du Mans 1991. À l'épreuve des 24 Heures du Mans, il s'agit de la seule victoire remportée par une voiture utilisant une conception de moteur alternative. L'utilisation du moteur Wankel fut interdite l'année suivante pour faire correspondre le règlement à celui de la F1. C'est l'une des raisons pour lesquelles le moteur Wankel ne s'est pas développé[Interprétation personnelle ?]. Il reste encore des moteurs Wankel en compétition comme la Rx8 Tri-rotors aux 24h de Daytona. 
Deux 787 ont été construites en 1990, et trois 787B en 1991.

## Genèse du projet
En 1988, lors de la conférence de presse des 24 Heures du Mans, Jean-Marie Balestre, le président de la FISA, annonce que les moteurs à piston rotatif seront interdits à partir de 1990. Ce changement a pour objectif d'uniformiser les motorisations utilisées en championnat du monde des voitures de sport, ainsi qu'en Formule 1. Mais la FISA octroie finalement une année supplémentaire pour les voitures provenant de l'ancienne génération de FIA Groupe C. Elles sont néanmoins handicapées par le règlement, puisque leur poids minimal doit être de 1 000 kg, contre 880 kg pour les IMSA-GTP et 750 kg pour les nouvelles Groupe C de 3,5 l de cylindrée.
Les dirigeants de Mazda et de sa filiale sportive Mazdaspeed ne sont guère satisfaits, mais Takayoshi Ohashi, le directeur de la compétition chez Mazdaspeed, réussit à convaincre la FISA de pouvoir exploiter la 787 sous son poids initial, soit 830 kg. Lors des 24 Heures du Mans 1990, les Mazda 787 sont performantes, mais manquent encore de fiabilité.

## Aspects techniques
La Mazda 787B se distingue de celle à laquelle elle succède par un empattement plus long de 25 mm et une voie arrière élargie de 50 mm. De plus, le refroidissement général de la voiture est amélioré, tout comme son aérodynamique, puisque des appuis supplémentaires sont ajoutés ; ils font suite à l'apparition de deux chicanes dans la ligne droite des Hunaudières du circuit des 24 Heures. En outre, des jantes de 18 pouces de diamètre, et non plus 17, font leur apparition. Elles sont censées mieux refroidir les disques de frein en fibre de carbone, qui remplacent les précédents en acier.

## Caractéristiques
| Mazda 787B          | Mazda 787B             | Mazda 787B             | Mazda 787B             | Mazda 787B             |
| Performance moteur  | Performance moteur     | Performance moteur     | Performance moteur     | Performance moteur     |
| ------------------- | ---------------------- | ---------------------- | ---------------------- | ---------------------- |
| Puissance           | 700 ch à 9 000 tr/min  | 700 ch à 9 000 tr/min  | 700 ch à 9 000 tr/min  | 700 ch à 9 000 tr/min  |
| Couple              | 607 N m à 6 500 tr/min | 607 N m à 6 500 tr/min | 607 N m à 6 500 tr/min | 607 N m à 6 500 tr/min |
| Performances        |                        |                        |                        |                        |
| Vitesse maximum     | 350 km/h               | 350 km/h               | 350 km/h               | 350 km/h               |
| 0 à 100 km/h        | 2,5 s                  | 2,5 s                  | 2,5 s                  | 2,5 s                  |
| 400 m départ arrêté | 9 s (250 km/h)         | 9 s (250 km/h)         | 9 s (250 km/h)         | 9 s (250 km/h)         |

## Développement de la 787B
(Article traduit automatiquement de l'anglais, présence de formulations incorrectes)
La conception initiale de la 787 était une évolution des 767, 767B qui avaient été utilisés par Mazda en 1988 et 1989. De nombreux éléments mécaniques de la 767 ont été repris par Nigel Stroud quand il a conçu la 787, mais avec quelques exceptions notables.
Tout d'abord le remplacement du moteur rotatif Wankel 13J de la 767. À sa place, le tout nouveau R26B a été installé. Le R26B est très proche du 13J en termes de disposition et cylindrée, mais il inclut de nouveaux éléments de conception tels qu'une admission variable en continu et trois bougies par rotor à la place de deux. Cela a permis d'obtenir une puissance maximale de 900 ch (670 kW) qui fut limitée à 700 ch pendant la course afin de favoriser la longévité du moteur. La boîte de vitesses à cinq rapports de Porsche a été retenue.
Par rapport à la conception originelle de la 787, les radiateurs changent également de place. Initialement placé à côté du poste de pilotage sur la 767, un nouveau radiateur unique est intégré dans le nez de la 787. L'air se déplace du nez émoussé de la voiture sous la carrosserie et à travers le radiateur avant de sortir dans le haut du nez. Un volet Gurney a été apposé à la sortie de radiateur pour augmenter l’appui sur l'avant. Ce nouvel emplacement du radiateur signifiait également une refonte des portes de la voiture (emplacement de l'ancien radiateur). La prise d'air devant la porte et la sortie derrière ne sont plus nécessaires et sont donc supprimées, donnant à la 787 une conception de carrosserie lisse. Pour aider le moteur placé à l'arrière et le refroidissement des freins, les prises d'air ont été placées sur la carrosserie latérale, immédiatement au-dessus des évents de refroidissement des gaz d'échappement.
Comme auparavant, la monocoque conçue par Nigel Stroud a été construite à partir de carbone et kevlar par Advanced Composite Technology au Royaume-Uni. Des panneaux de carrosserie en fibre de carbone ont été apposés sur les deux châssis initiaux qui ont été construits en 1990. 
Après la saison 1990, Mazda a poursuivi le développement du châssis 787 pour apporter des améliorations à son rythme et à sa fiabilité. Le développement majeur est le système d'admission pour les rotors. Dans le passé, Mazda avait développé des pipes d'admission télescopiques de longueur variable pour optimiser la puissance et le couple moteur sur différents régimes. En 1991, le système est devenu variable en continu, ce nouveau système est contrôlé par l'ECU (electronic control unit) de la 787B. 
Trois 787B ont été construites en 1991, tandis que les deux 787 existantes ont été mises à jour avec les nouvelles admissions.